# Kikuchi Toshimi
Toshimi Kikuchi (sinh ngày 17 tháng 6 năm 1973) là một cầu thủ bóng đá người Nhật Bản.

## Sự nghiệp câu lạc bộ
Toshimi Kikuchi đã từng chơi cho Tokyo Verdy, Gamba Osaka, Sanfrecce Hiroshima và Omiya Ardija.